# آرامگاه ادیب کرابی
آرامگاه ادیب کرابی مربوط به دوره ایلخانی - دوره تیموریان و دوره معاصر است و در شهرستان سبزوار، بخش مرکزی، دهستان قصبه غربی، روستای کراب واقع شده و این اثر در تاریخ ۲۶ دی ۱۳۸۶ با شمارهٔ ثبت ۲۰۵۹۱ به‌عنوان یکی از آثار ملی ایران به ثبت رسیده است.